# Wada (Klan, Miura)

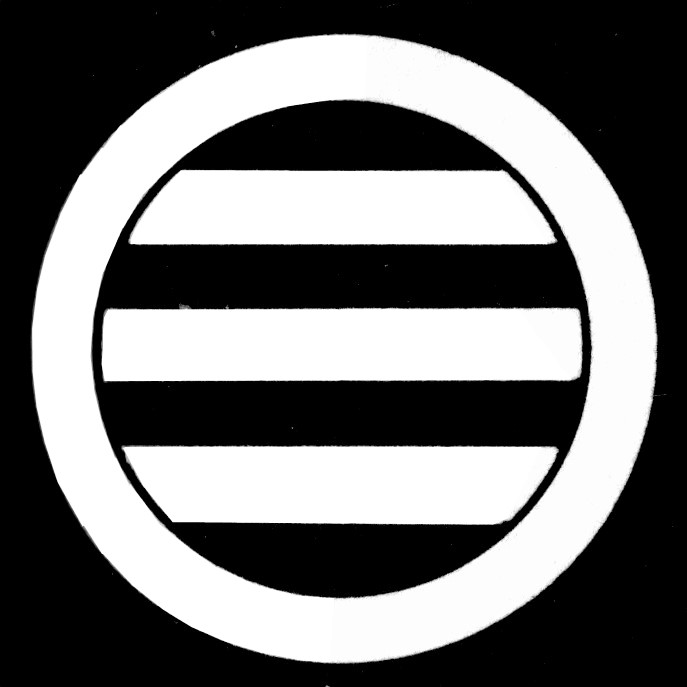
Wappen der Wada

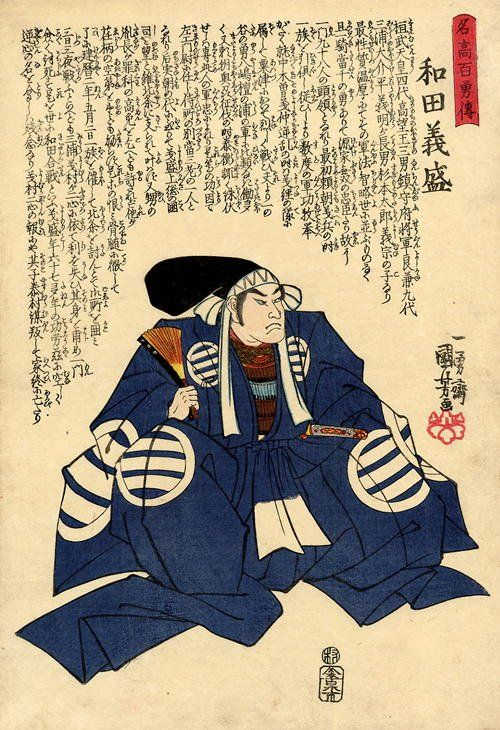
Yoshimori

Die Wada (japanisch 和田氏) waren eine alte Familie des japanischen Schwertadels (Buke), die sich von Miura Yoshiaki (三浦 義明) und über ihn von den Taira ableitete. Die Familie war am Anfang des 13. Jahrhunderts sehr mächtig.

## Genealogie
- Sugimoto Yoshimune (杉本 義宗) war ein Sohn Miuras.
- Yoshimori (1147–1213) war ein Sohn Yoshimunes. Er übernahm den Namen Wada von dem Ort, in dem er lebte. Er schloss sich Minamoto no Yoritomo an, als dieser gegen die Taira revoltierte und erhielt nach dem Triumph der Minamoto den Titel Bettō[A 2] des Samurai-dokoro (侍所). Unter Minamoto Yoshitsune hatte er an dem Feldzug gegen Kiso no Yoshinaka teilgenommen, hatte mitgewirkt bei den Schlachten von Ichi-no-Tani (1184), Dan-no-ura und 1189 an dem Feldzug in die Provinz Mutsu gegen Fujiwara no Yasuhira (藤原 泰衡; gestorben 1189[A 3]). Als Izumi Chikahira (泉 親衡) 1213 gegen die Hōjō revoltierte, schlossen sich zwei Söhne Yoshimoris, Yoshinao und Yoshishige, und der Neffe Tanenaga Chikahira an und wurden festgenommen. Yoshimori, der sich gerade in der Provinz Shimousa aufhielt, eilte nach Kamakura, und bat um Nachsicht für seine beiden Söhne, die Shōgun Minamoto no Sanetomo auch gewährte. Gestärkt durch diesen Erfolg bat er auch um Pardon für seine Neffen, stieß dabei aber auf Ablehnung. In der Annahme, dass dies auf den Einfluss von Hōjō Yoshitoki zurückzuführen sei, entwickelte er ein großer Hass gegen diesen und hob Truppen aus, um gegen ihn ins Feld zu ziehen. Yoshitoki, der gewarnt worden war, suchte Zuflucht in der Residenz des Shōguns. Yoshimori griff ihn dort an, wurde zurückgeschlagen und fand mit seinen beiden Söhnen den Tod.